# Mercedes-Benz Axor
Mercedes-Benz Axor (Мерседес-Бенц Аксор) — семейство крупнотоннажных грузовых автомобилей полной массой от 18 до 26 тонн.
Выпускаются с 2001 года, с рестайлингом в 2004 году и обновлением модельного ряда в 2006 году.
Комплектуются рядными 6-цилиндровыми двигателями объёмом от 6,3 до 12 л, мощностью от 231 до 428 л. с.
Модельный ряд представлен двухосными седельными тягачами (4 × 2), а также двухосными автомобилями без прицепа массой 18 тонн (4 × 2 и 4 × 4) и трёхосными массой 26 тонн (6 × 2 и 6 × 4): с опрокидывающимся кузовом, автомобили-платформы, самосвалы и бетономешалки.

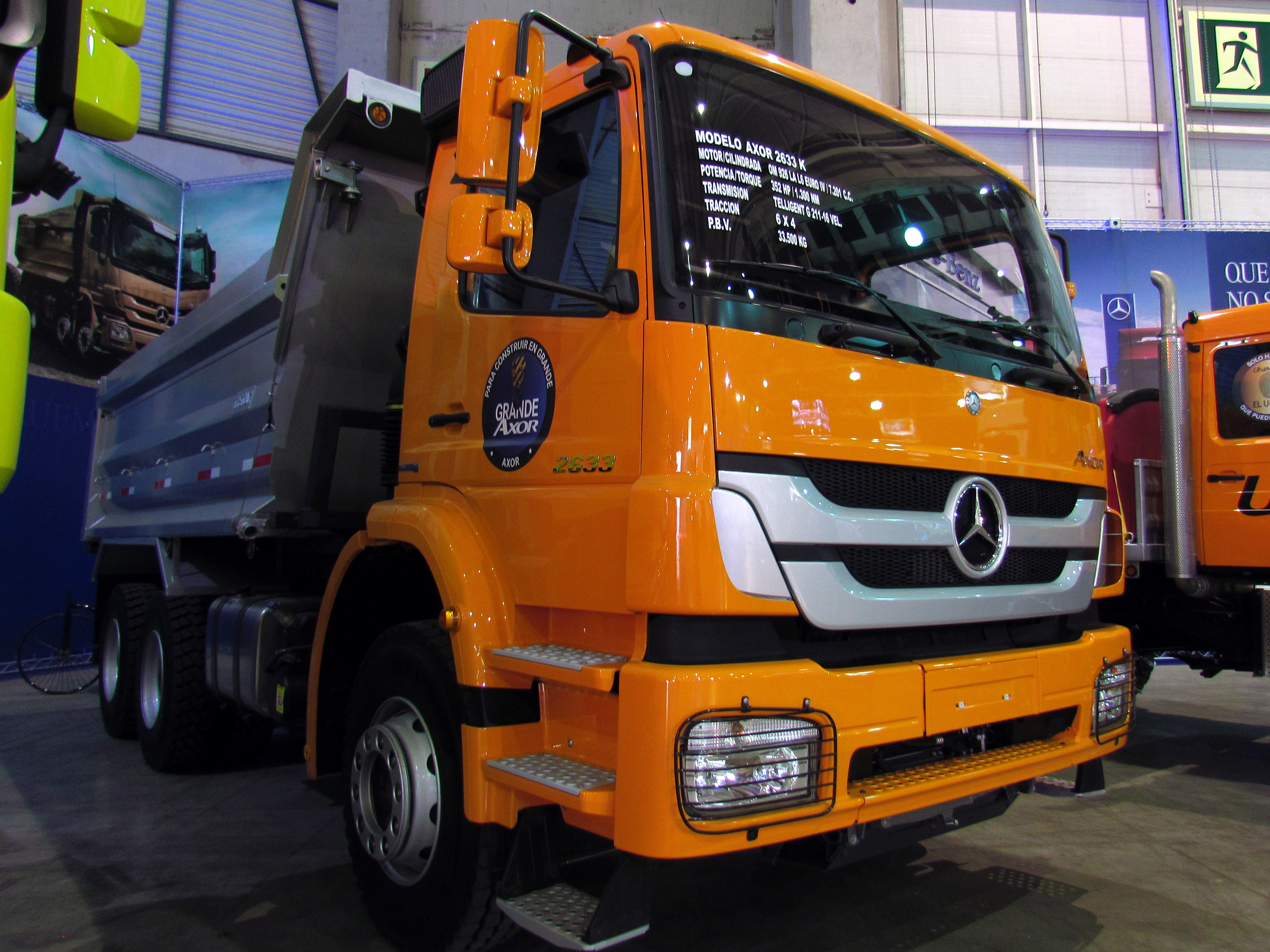
Mercedes-Benz Axor для бразильского рынка тягачей

## История
Mercedes-Benz Axor разрабатывался двумя самостоятельными подразделениями Mercedes-Benz в Турции и Бразилии. Там же было налажено производство. В 2001 году выпуск грузовика был налажен в Германии.
В 2009 году концерн Daimler подписал соглашение с КамАЗом о создании в Набережных Челнах совместного предприятия Mercedes-Benz Trucks Vostok для производства тяжёлых грузовых автомобилей Mercedes-Benz Axor.
C 2014 года кабину от автомобилей Mercedes-Benz Axor начали устанавливать на автомобили КАМАЗ поколения К4, получившие от водителей прозвище «Камаксор».
В связи с тем, что в 2022 году Mercedes-Benz Axor покинул конвейер, прекратился и выпуск KAMAZ-5490, использовавший кабинный модуль немецкого грузовика.

## Модели

### 2001
Рядный 6-цилиндровый двигатель OM 906 LA
- Axor x23: 6374 см3 | 170 кВт (231 л. с.) | 810 Нм при 1200—1600 об/мин.
- Axor x28: 6374 см3 | 205 кВт (279 л. с.) | 1100 Нм при 1200—1600 об/мин.

Рядный 6-цилиндровый двигатель OM 926 LA
- Axor x33: 7210 см3 | 240 кВт (326 л. с.) | 1300 Нм при 1200—1600 об/мин.

Рядный 6-цилиндровый двигатель OM 457 LA
- Axor xx36: 11,946 см3 | 265 кВт (360 л. с.) | 1850 Нм при 1100 об/мин.
- Axor xx40: 11,946 см3 | 295 кВт (401 л. с.) | 2000 Нм при 1100 об/мин.
- Axor xx43: 11,946 см3 | 315 кВт (428 л. с.) | 2100 Нм при 1100 об/мин.

### 2006
Для моделей 2006 года используются двигатели от Atego, соответствующие стандартам Евро-4/5.
Новый рядный 6-цилиндровый двигатель OM 906 LA
- Atego x24: 6374 см3 | 175 кВт (238 л. с.) при 2200 об/мин. | 850 Нм при 1200—1600 об/мин. (замена Axor xx23)
- Atego x26: 6374 см3 | 188 кВт (256 л. с.) при 2200 об/мин. | 970 Нм при 1200—1600 об/мин. (новый)
- Atego x29: 6374 см3 | 210 кВт (286 л. с.) при 2200 об/мин. | 1120 Нм при 1200—1600 об/мин. (замена Axor xx28)

## Фотогалерея

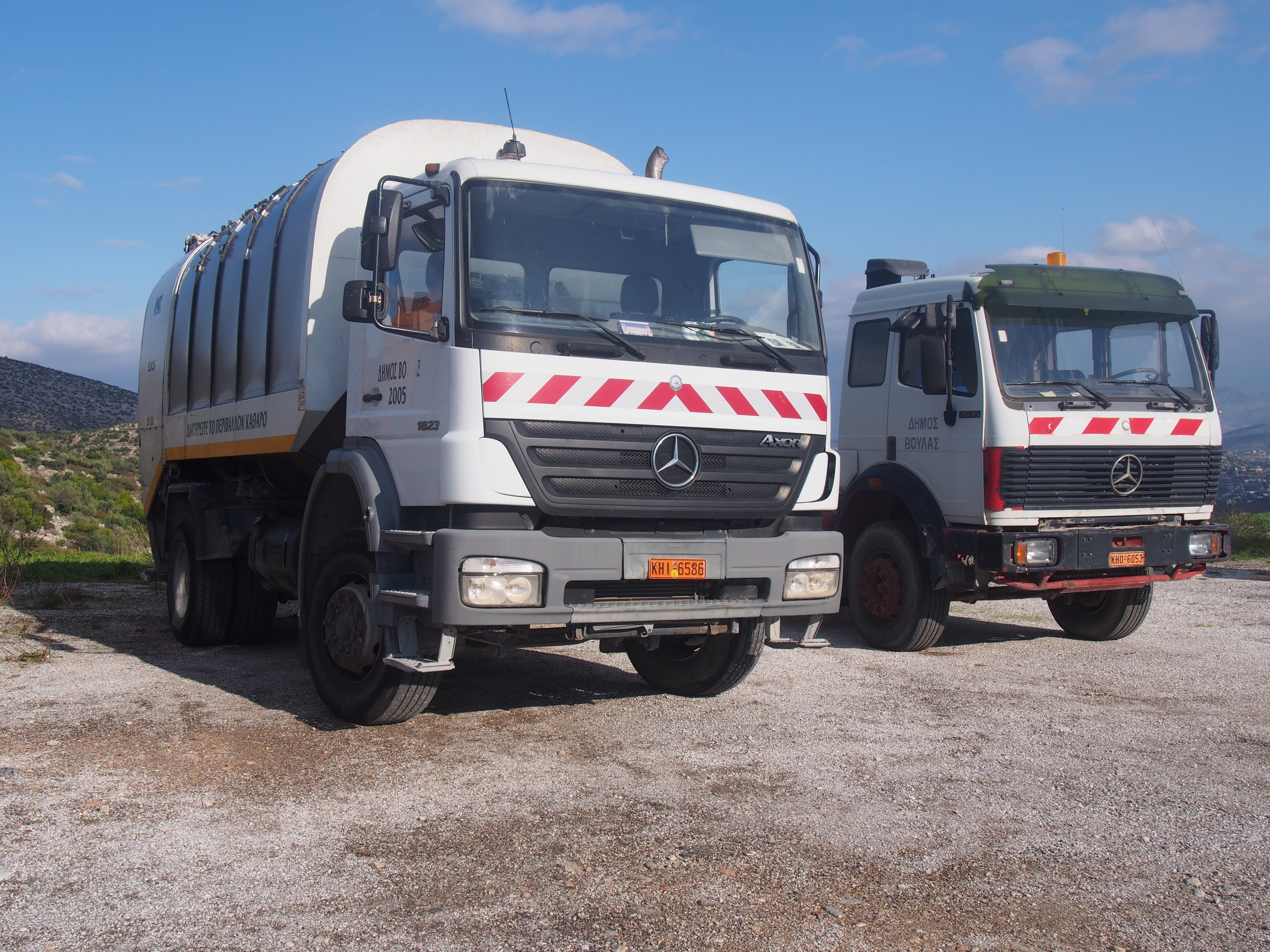
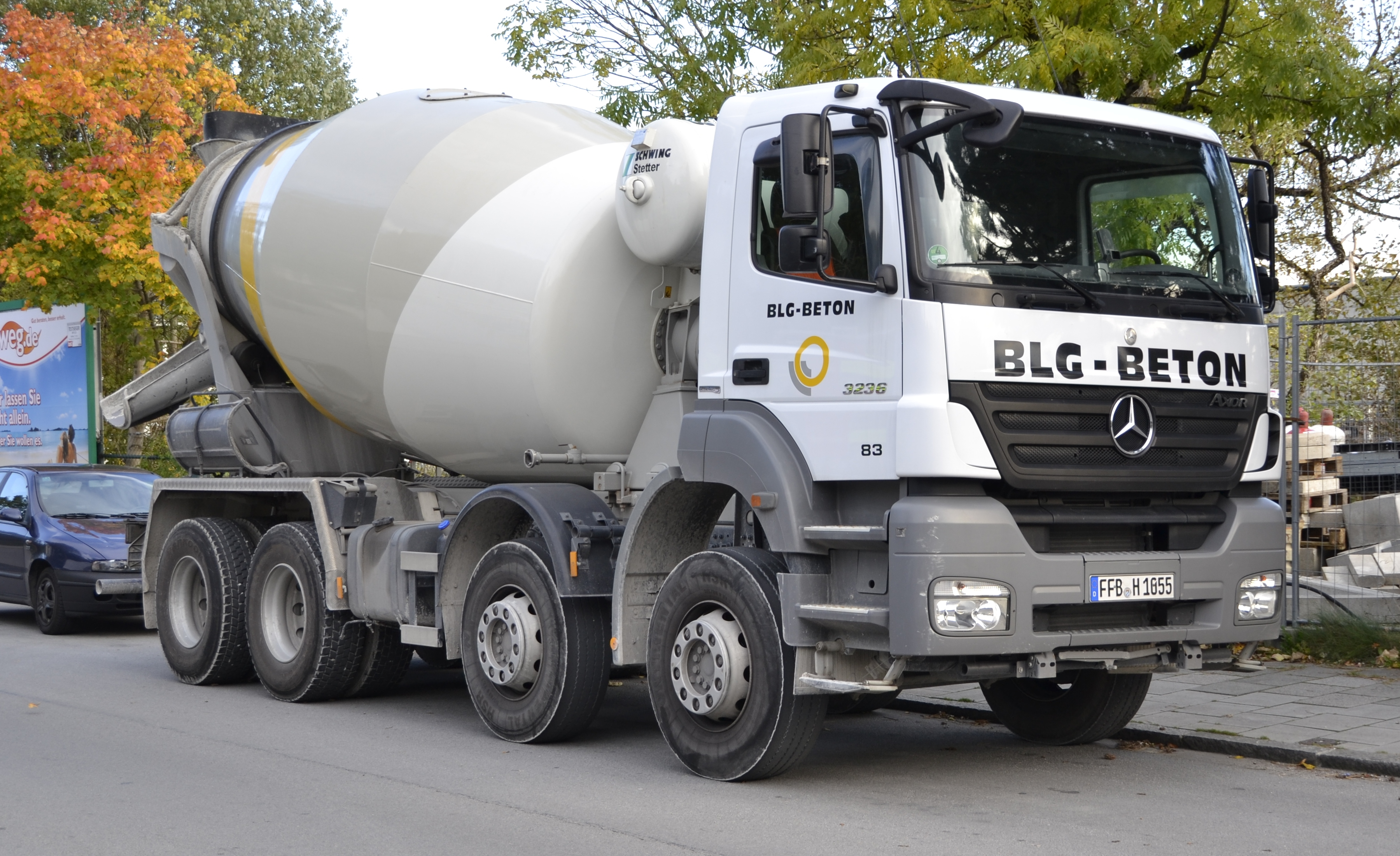
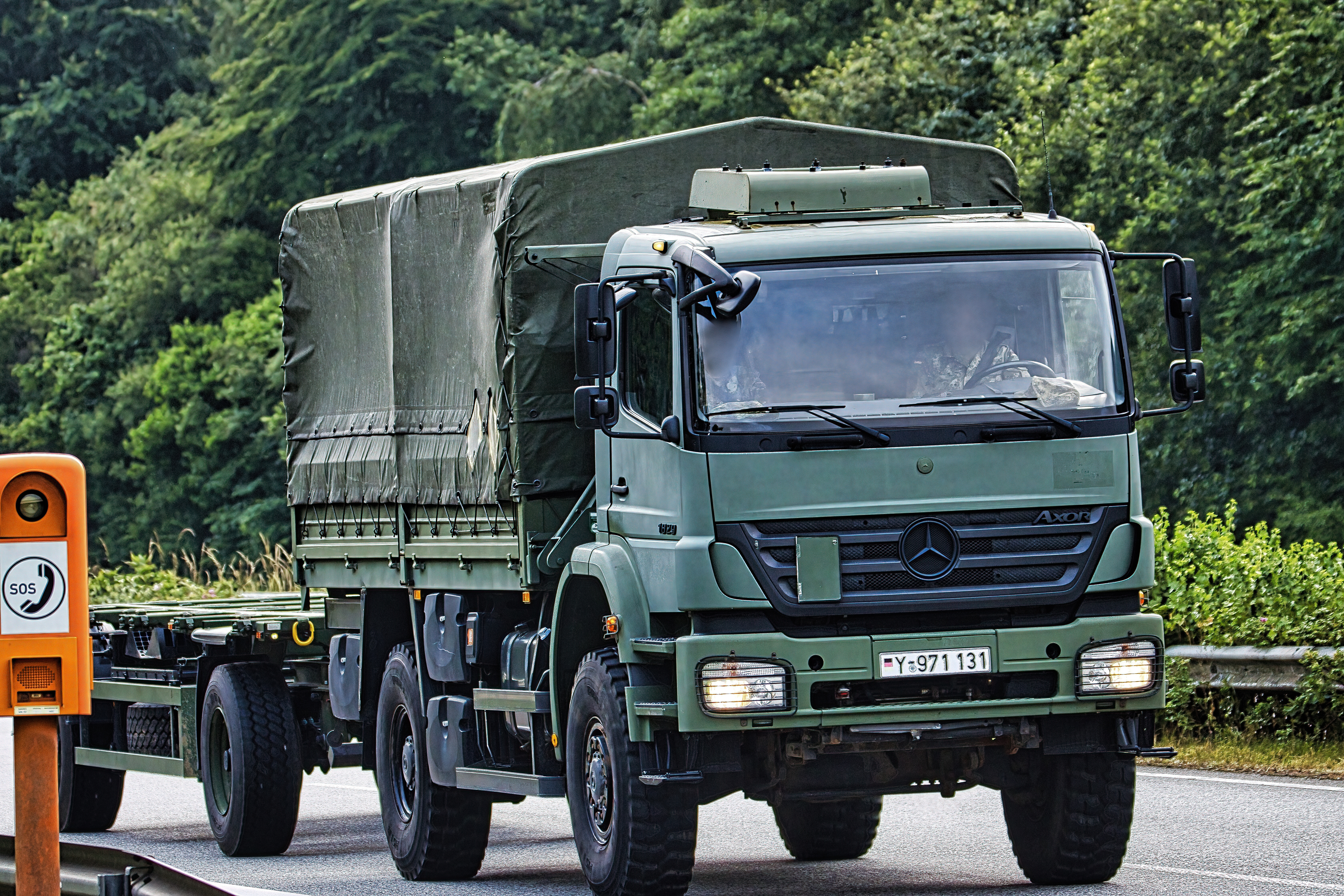
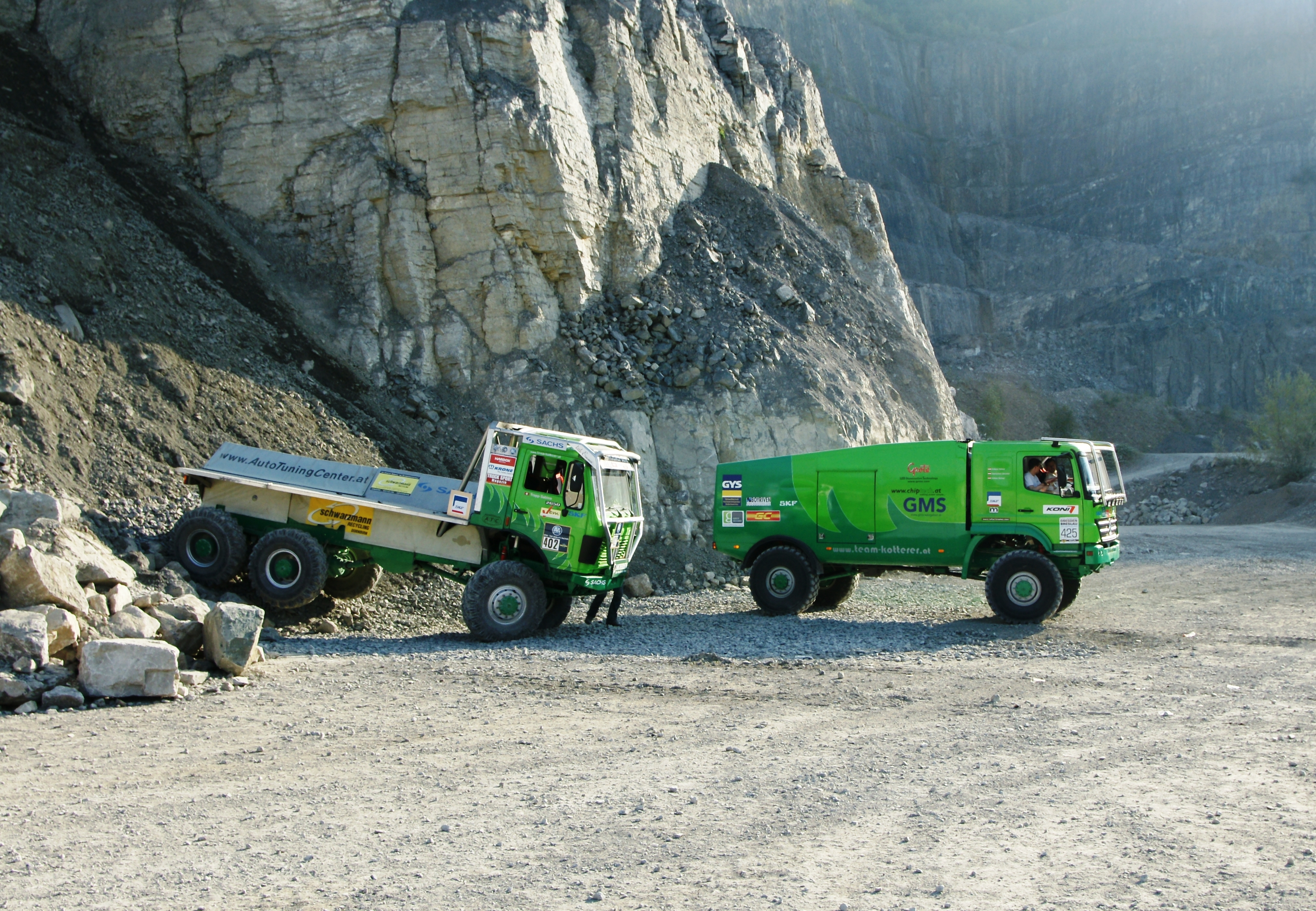
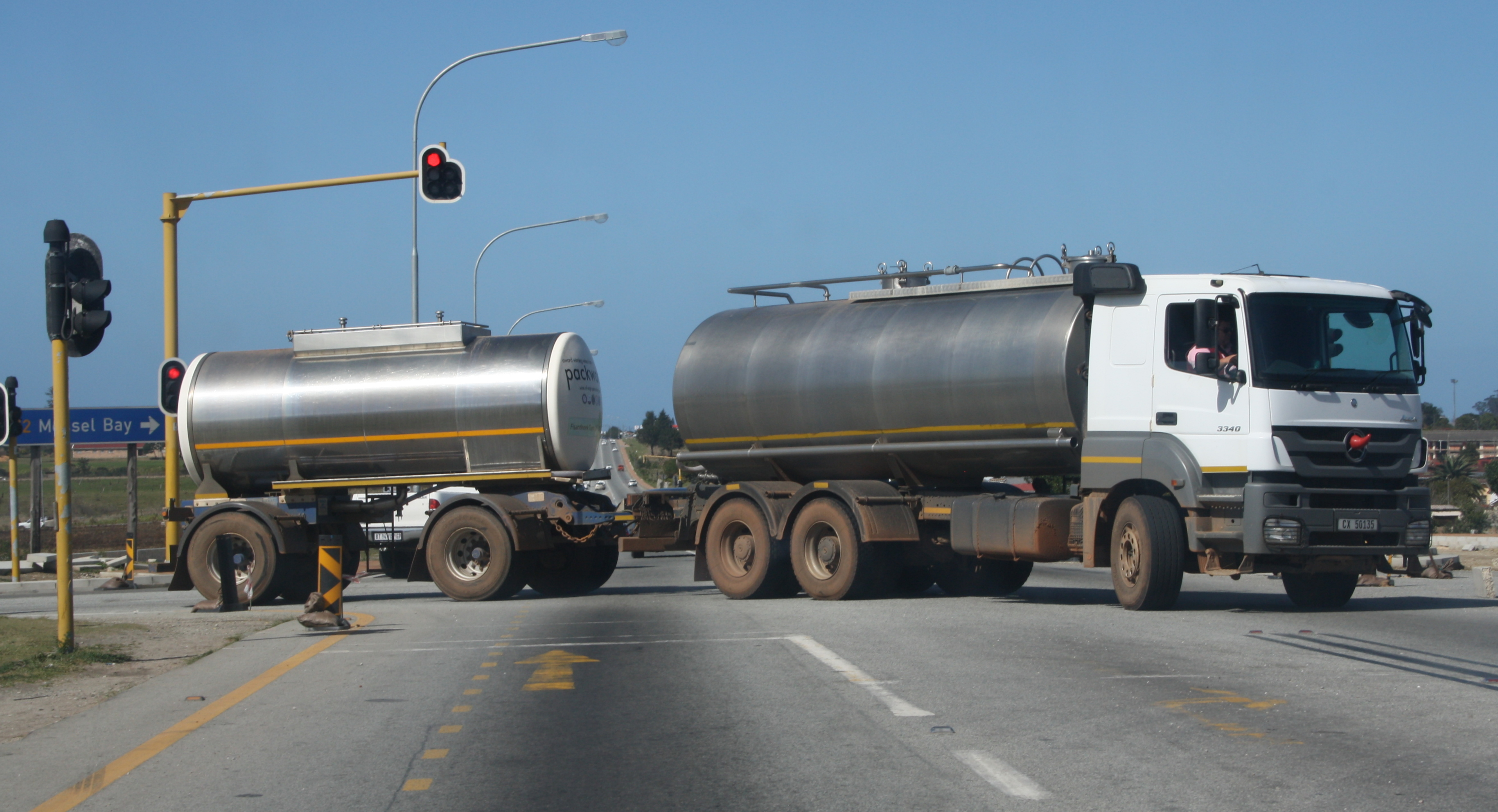
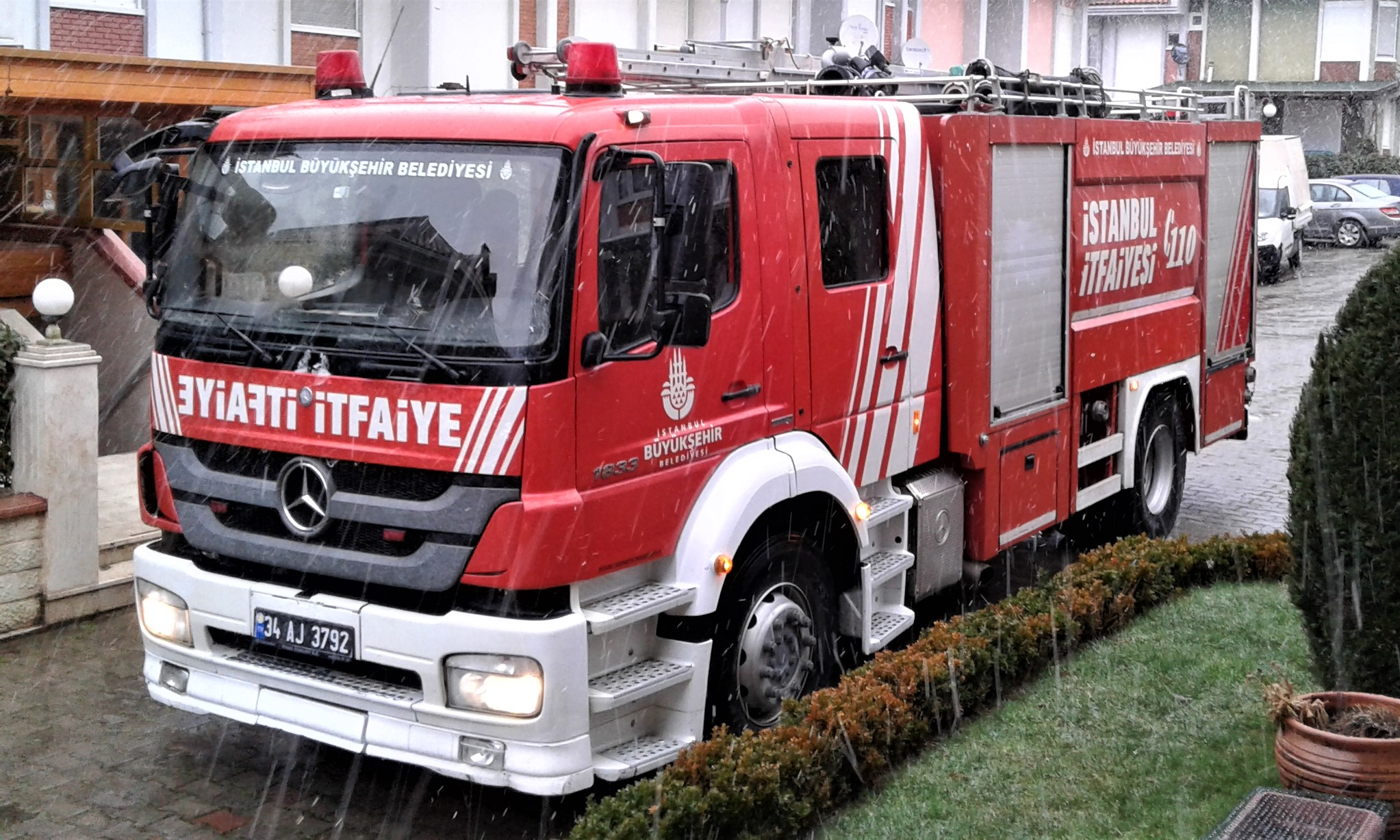
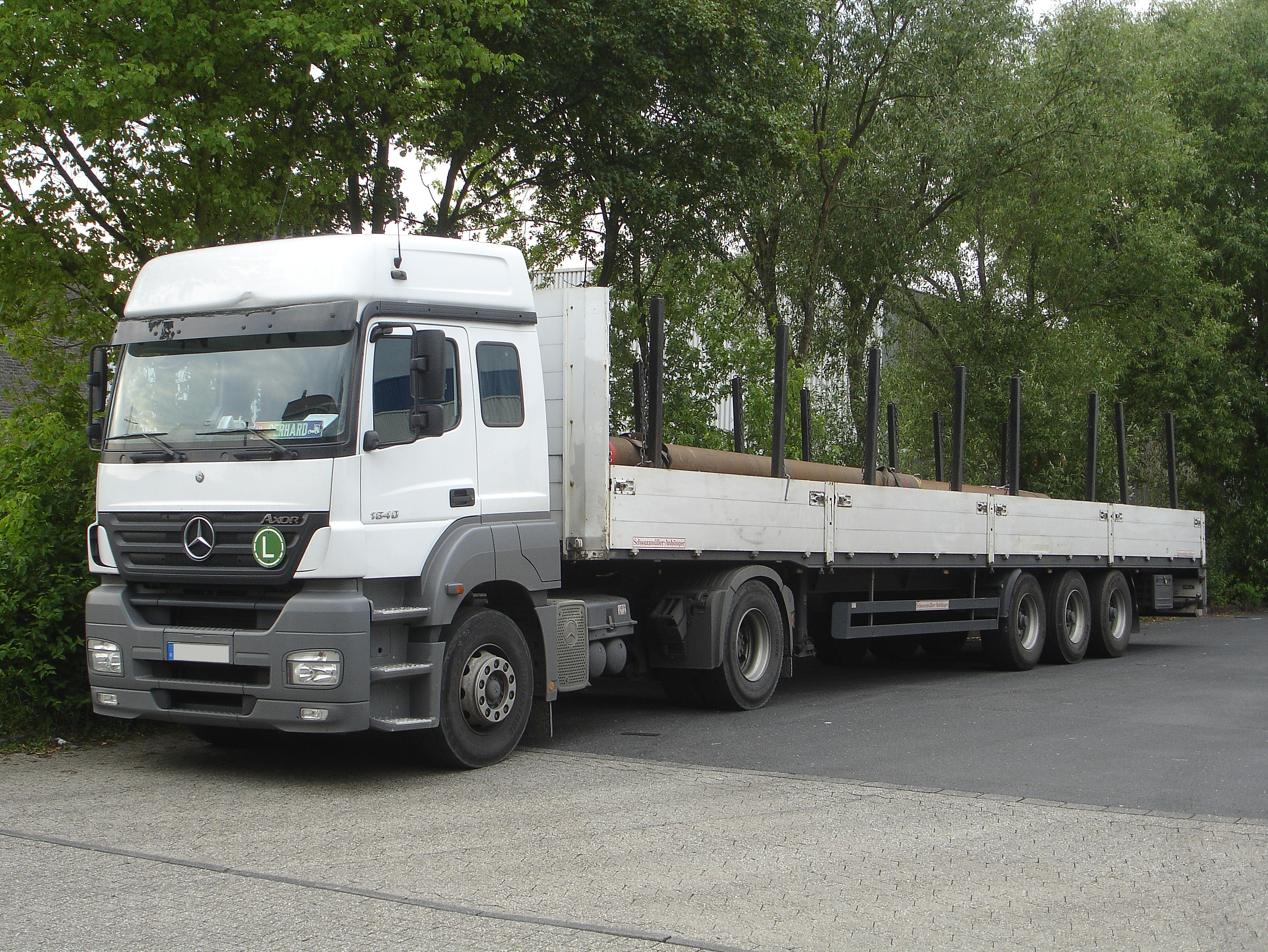
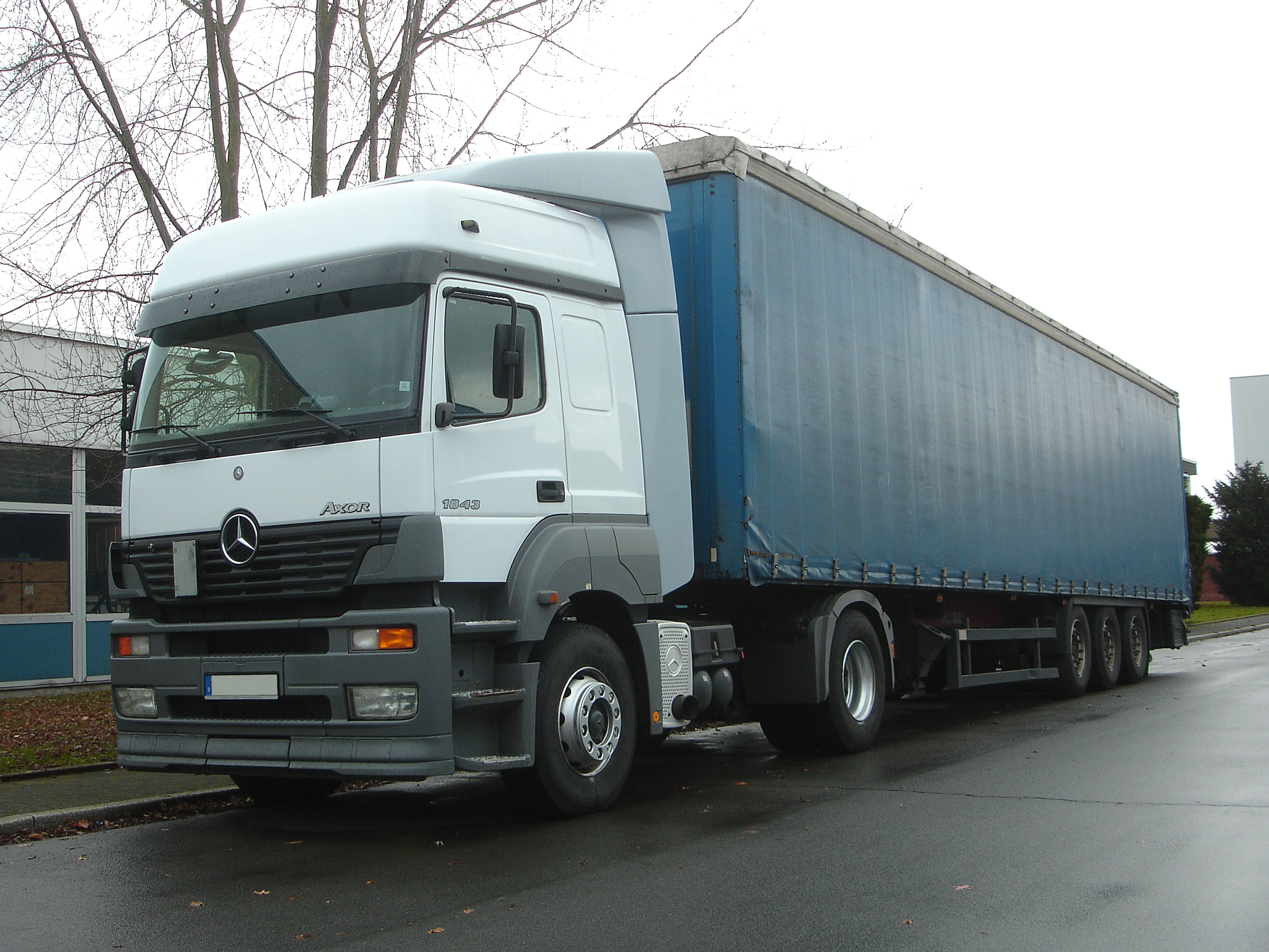
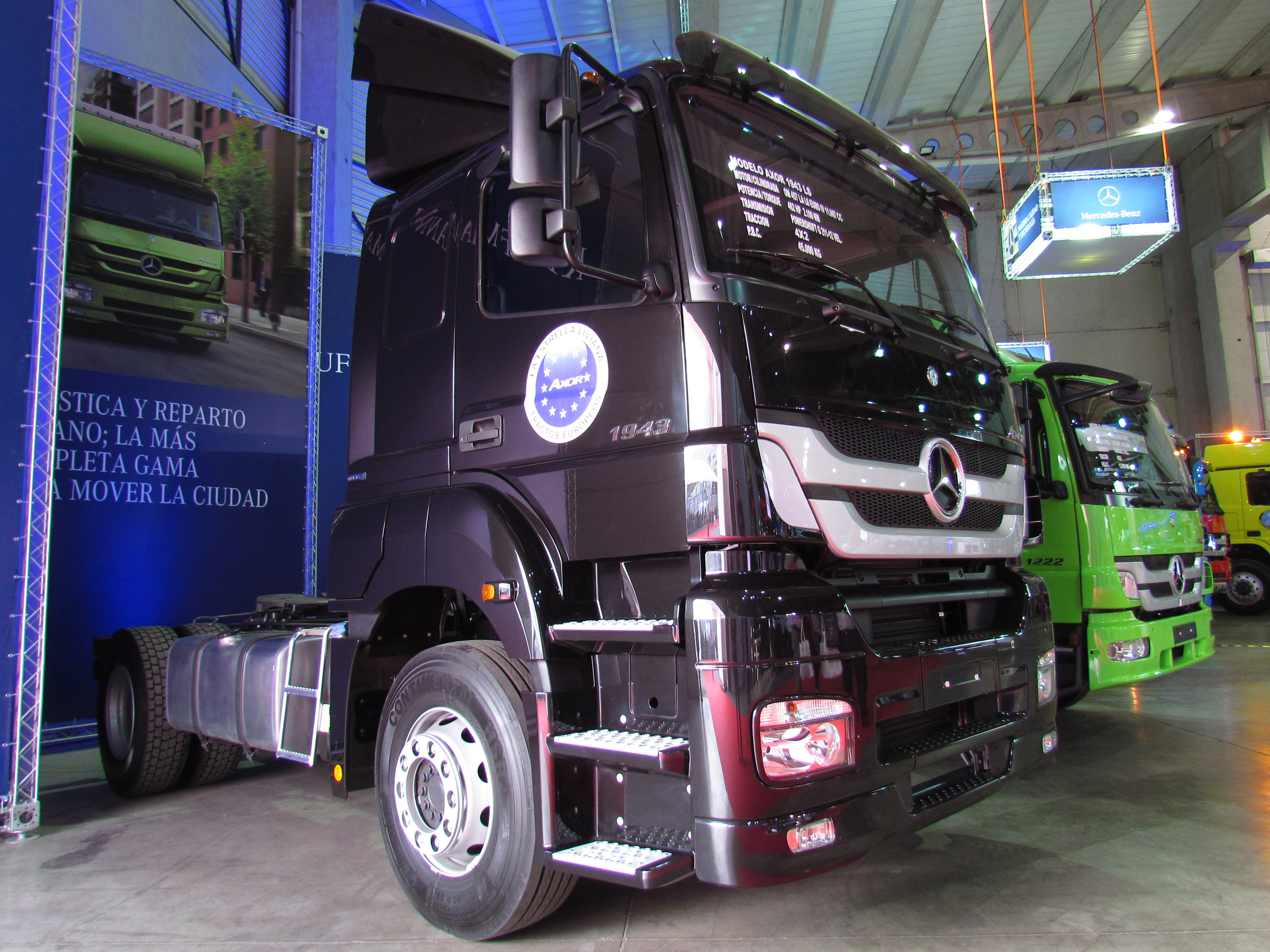